# Safran
SAFRAN è una società francese, nata dall'unione nel 2005 tra la società di elettronica e difesa Sagem e quella aerospaziale Snecma.

## Storia
Opera in diverse settori d'attività, quali l'aeronautica e le comunicazioni. Il nome, che tradotto significa timone, è stato ritenuto adatto per l'associazione mentale alla direzione, al movimento e alla strategia.

## Organizzazione
La compagnia è divisa in 3 aree principali, dalle quali dipendono differenti società europee:
Propulsione aeronautica e spaziale
- Snecma
- Turbomeca
- Techspace Aero
- Herakles[3]

Apparecchiature aeronautiche
- Messier-Bugatti-Dowty[4]
- Aircelle
- Labinal
- Hispano-Suiza

Difesa e sicurezza
- Sagem Défense Sécurité[5]
- Morpho[5]

Altre filiali
- Propulsione aeronautica e spaziale
  - Cenco Inc
  - Microturbo
  - SMA – Société de Motorisations Aéronautiques
  - Snecma Services Brussels
  - Snecma Suzhou
  - Snecma Xinyi Airfoil Castings Co. Ltd.
  - Turbomeca USA
  - Turbomeca Canada
  - Turbomeca Manufacturing
  - Turbomeca AustralAsia Pty Ltd
  - Turbomeca do Brasil et Turbomeca America Latina
  - Turbomeca UK
- Apparecchiature aeronautiche
  - Globe Motors
  - Messier-Bugatti USA
  - Safran Engineering Services India (SESI)
  - SLCA
  - Sofrance
  - Technofan
  - Safran Engineering Services
- Difesa
  - Sagem Avionics, Inc.
  - Vectronix AG
- Sicurezza
  - MorphoTrak
  - Morpho Detection
- Altre attività
  - Safran Consulting

## Azionisti
- Repubblica francese: 30,24%
- Natixis: 6,16%
- Club Sagem: 5,98%
- Impiegati dell'azienda: 4,98%
- Azioni proprie: 1,86%

fonte: Euronext/Cofisem aggiornato al 27-04-2012